# Atıf Yılmaz
Atıf Yılmaz Batıbeki (Mersin, 1925. december 9. – Isztambul, 2006. május 5.) török filmrendező, forgatókönyvíró és filmproducer. 1951-től haláláig 119 filmet rendezett, 53 forgatókönyvet írt és 28 film producere volt; a török filmipar legendás alakja. A török film szinte minden korszakában aktív volt; filmjei mennyisége ellenére legtöbbjük minőségi alkotás és üzenete is van.

## Élete
Atıf Yılmaz 1925. december 9-én született Mersinben, egy Paluból származó kurd családba. Mersinben végezte el a középiskolát, majd az Isztambuli Egyetem jogi karára járt, de mivel már ekkor is a művészetek iránt érdeklődött, abbahagyta és az Isztambuli Szépművészeti Akadémia festészet szakára ment. Miután elvégezte, egy ideig festett. Később megjegyezte, hogy ez a képzés nagyban segítette filmjei rendezésében.
Filmes pályafutását kritikusként kezdte, emellett festésből és forgatókönyvírásból élt meg. Miután 1950-ben Semih Evin rendező társaként két filmet rendezett, a Kanlı Feryat („Véres sikoly”) című filmmel indult rendezői pályafutása. 1960-ban saját filmes céget alapított Orhan Günşıray színésszel együtt, Yerli Film néven.
Legfontosabb filmjei: Hıçkırık („Zokogás”), Alageyik („A világos őz”), Suçlu („A bűnös”), Seni Kaybedersem („Ha elveszítelek), Yaban Gülü („Vadrózsa”), Keşanlı Ali Destanı („Kesanli Ali története”), Taçsız Kral („Király korona nélkül”), Toprağın Kanı („A föld vére”), Ölüm Tarlası („A halál mezeje”), Utanç („Szégyen”), Zavallılar („Szegények”), Selvi Boylum, Al Yazmalım („A piros kendős lány”), Baskin („A rajtaütés”), Adak („Az áldozat”), Bir Yudum Sevgi („Egy korty szerelem”), Adı Vasfiye („A neve Vasfiye”), Berdel, Düş Gezginleri („Séta éjfél után”), Eylül Fırtınası („Szeptember után”) és a Mine.
Számos filmje társadalmi tabukat feszegetett, különösen a Mine és A neve Vasfiye, melyek forradalminak számítottak abban az időben azzal, ahogyan a szexualitást és a társadalom reakcióját ábrázolták.
Atıf Yılmaz haláláig nem hagyta abba a filmkészítést, még akkor sem, amikor a filmipar anyagi nehézségektől szenvedett. Fontos szerepet játszott számos jelentős török rendező, például Halit Refiğ, Yılmaz Güney, Şerif Gören, Zeki Ökten és Ali Özgentürk karrierjében is.
2005 szeptemberében, az Antalyai Filmfesztivál alatt gyomor- és bélrendszeri problémákkal került kórházba. Isztambulban hunyt el, 2006. május 5-én.

## Magánélete
Atıf Yılmaz háromszor nősült. Első felesége Nurhan Nur színésznő volt, ebből a házasságából született Kezban nevű lánya. Miután elvált második feleségétől, Ayşe Şasa drámaírótól, utolsó házasságát Deniz Türkalival, Vedat Türkali regényíró, forgatókönyvíró és filmrendező lányával kötötte.

## Filmográfia

### Rendezőként
| - Kanlı Feryad („Véres sikoly”) – 1951 - Mezarımı Taştan Oyun – 1951 - İki Kafadar Deliler Pansiyonunda – 1952 - Aşk Izdırabtır – 1953 - Hıçkırık („Zokogás”) – 1953 - Şimal Yıldızı („Sarkcsillag”) – 1954 - Kadın Severse („Ha egy nő szeret”) – 1955 - Dağları Bekleyen Kız („A lány, aki a hegyeket nézte”) – 1955 - İlk Ve Son („Az első és az utolsó”) – 1955 - Beş Hasta Var („Öt páciens van”) – 1956 - Gelinin Muradı – 1957 - Bir Şoförün Gizli Defteri – 1958 - Yaşamak Hakkımdır – 1958 - Kumpanya – 1958 - Karacaoğlan'ın Kara Sevdası – 1959 - Bu Vatanın Çocukları („E föld gyermekei”) – 1959 - Ala Geyik („A világos színű őz”) – 1959 - Ayşecik Şeytan Çekici – 1960 - Suçlu („A bűnös”) – 1960 - Dolandırıcılar Şahı („A csalók királya”) – 1960 - Ölüm Perdesi („A halál függönye”) – 1960 - Seni Kaybedersem („Ha elveszítelek”) – 1961 - Tatlı Bela („Édes baj”) – 1961 - Kızıl Vazo („A vörös váza”) – 1961 - Allah Cezanı Versin Osman Bey – 1961 - Battı Balık – 1962 - Beş Kardeştiler – 1962 - Bir Gecelik Gelin – 1962 - Cengiz Han'ın Hazineleri („Dzsingisz kán kincsei”) – 1962 - İki Gemi Yanyana („Két hajó egymás mellett”) – 1963 - Azrailin Habercisi („A halál hírnöke”) – 1963 - Yarın Bizimdir – 1963 - Kalbe Vuran Düşman – 1964 - Keşanlı Ali Destanı („Kesanli Ali története”) – 1964 - Erkek Ali – 1964 - Sayılı Dakikalar – 1965 - Hep O Şarkı – 1965 - Taçsız Kral („Király korona nélkül”) – 1965 - Murat'ın Türküsü – 1965 - Sevgilim Bir Artistti – 1966 - Toprağın Kanı („A föld vére”) – 1966 - Ah Güzel İstanbul („Ó, gyönyörű Isztambul”) – 1966 - Ölüm Tarlası („A halál mezeje”) – 1966] - Pembe Kadın – 1966 - Harun Reşid'ın Gözdesi – 1967 - Balatlı Arif – 1967 - Kozanoğlu – 1967 - Yasemin'ın Tatlı Aşkı – 1968 - Cemile – 1968 - Köroğlu – 1968 - Kızıl Vazo – 1969 - Kölen Olayım – 1969 - Menekşe Gözler – 1969 - Aşktan da Üstün – 1970 - Zeyno – 1970 - Kara Gözlüm – 1970 - Darıldın Mı Cicim Bana – 1970 - Battal Gazi Destanı – 1971 - Ateş Parçası – 1971 - Güllü – 1971 - Unutulan Kadın – 1971 | - Yedi Kocalı Hürmüz – 1971 - Cemo – 1972 - Utanç (Shame) – 1972 - Köle – 1972 - Zulüm – 1972 - Gelinlik Kızlar – 1972 - Günahsızlar – 1972 - Kambur – 973 - Güllü Geliyor Güllü – 1973 - Mevlana – 1973 - Zavallılar („Szegények”) – 1974 - Kuma – 1974 - Salako – 1974 - İşte Hayat – 1975 - Çapkın Hırsız – 1975 - Deli Yusuf – 1975 - Hasip İle Nasip – 1976 - Baş Belası – 1976 - Tuzak – 1976 - Mağlup Edilemeyenler – 1976 - Baskın („A rajtaütés”) – 1977 - Yangın – 1977 - Selvi Boylum, Al Yazmalım („A piros kendős lány”) – 1977 - Acı Hatıralar – 1977 - Güllüşah İle İbo – 1977 - Seyahatname – 1977 - Kibar Feyzo – 1978] - Minik Serçe („A kis fecske”) – 1978 - Köşeyi Dönen Adam – 1978 - İnsan Avcısı – 1979 - Adak („Az áldozat”) – 1979 - N'Olacak Şimdi – 1979 - Talihli Amele – 1980 - Deli Kan – 1981 - Dolap Beygiri – 1982 - Mine – 1982 - Seni Seviyorum – 1983 - Şekerpare – 1983 - Bir Yudum Sevgi („Egy korty szerelem”) – 1984 - Dağınık Yatak – 1984 - Adı Vasfiye („A neve Vasfiye”) – 1985 - Dul Bir Kadın – 1985 - Asiye Nasıl Kurtulur – 1986 - (The Windmill) – 1986 - Aaahh Belinda – 1986 - Kadının Adı Yok – 1987 - Hayallerim, Aşkım Ve Sen – 1987 - Arkadaşım Şeytan („Ördög, barátom”) – 1988 - Ölü Bir Deniz – 1989 - Berdel – 1990 - Bekle Dedim Gölgeye – 1990 - Safiyedir Kızın Adı – 1991 - Düş Gezginleri („Séta éjfél után”) – 1992 - Tatlı Betüş – 1993 - Gece, Melek Ve Bizim Çocuklar – 1993 - Yer Çekimli Aşklar – 1995 - Nihavend Mucize – 1997 - Eylül Fırtınası („Szeptember után”) – 1999 - Eğreti Gelin – 2004 |

### Producerként
| - Dolandırıcılar Şahı („A csalók királya”) – 1960 - Seni Kaybedersem („Ha elveszítelek”) – 1961 - Allah Cezanı Versin Osman Bey – 1961 - Cengiz Han'ın Hazineleri („Dzsingisz kán kincsei”) – 1962 - Azrailin Habercisi („A halál hírnöke”) – 1963] - Yarın Bizimdir – 1963 - Toprağın Kanı („A föld vére”) – 1966 - Maden – 1978 - Minik Serçe – 1978 - Adak – 1979 - Talihli Amele – 1980 - Deli Kan – 1981 - Göl – 1982 - Mine – 1982 | - Seni Seviyorum – 1983 - Bir Yudum Sevgi – 1984 - Asiye Nasıl Kurtulur – 1986 - Ölü Bir Deniz – 1989 - İçimizden Biri: Yunus Emre (TV) – 1989 - Safiyedir Kızın Adı – 1991 - Düş Gezginleri – 1992 - Mozaik – 1992 - Gece, Melek Ve Bizim Çocuklar – 1993 - Nihavend Mucize – 1997 - Eylül Fırtınası („Ősz után”) – 1999 - Sıdıka – 2000 - Şıh Senem – 2003 |

### Forgatókönyvíróként
| - Kanlı Feryad – 1951 - İki Kafadar Deliler Pansiyonunda – 1952 - Aşk Izdırabtır – 1953 - Hıçkırık – 1953 - Dağları Bekleyen Kız – 1955 - İlk Ve Son – 1955 - Kadın Severse – 1955 - Beş Hasta Var – 1956 - Gelinin Muradı – 1957 - Bir Şoförün Gizli Defteri – 1958 - Çoban Kızı – 1958 - Kumpanya – 1958 - Yaşamak Hakkımdır – 1958 - Üç Arkadaş – 1958 - Bu Vatanın Çocukları – 1959] - Ala Geyik – 1959 - Karacaoğlan'ın Kara Sevdası – 1959 - Şoför Nebahat – 1960 - Ateşten Damla – 1960] - Suçlu – 1960 - Seni Kaybedersem – 1961 - Yaban Gülü – 1961 - İki Gemi Yanyana – 1963 - Öp Annemin Elini – 1964 - Keşanlı Ali Destanı – 1964 - Murat'ın Türküsü – 1965 | - Yasemin'ın Tatlı Aşkı – 1968 - Kızıl Vazo – 1969 - Ateş Parçası – 1971 - Battal Gazi Destanı – 1971 - Zavallılar – 1974 - Kuma – 1974 - Deli Yusuf – 1975 - Mağlup Edilemeyenler – 1976 - Güllüşah İle İbo – 1977 - Minik Serçe – 1978 - N'Olacak Şimdi – 1979 - Zübük – 1980 - Deli Kan – 1981 - Mine – 1982 - Dolap Beygiri – 1982 - Bir Yudum Sevgi – 1984 - Dul Bir Kadın – 1985 - Asiye Nasıl Kurtulur – 1986 - Kadının Adı Yok – 1987 - Arkadaşım Şeytan – 1988 - Ölü Bir Deniz – 1989 - Berdel – 1990 - Safiyedir Kızın Adı – 1991 - Düş Gezginleri – 1992 - Tatlı Betüş – 1993 - Eğreti Gelin – 2004 |

## Könyvek
- Söylemek Güzeldir, Afa Yayınları, May 1995
- Bir Sinemacının Anıları, Doğan Kitapçılık, January 2002

## Kitüntetések

### Díjak
- Az Újságírók Szövetségének Török Filmfesztiválja, 1959, E föld gyermekei, legjobb rendező
- 2. Antalyai Nemzetközi Arany Narancs Filmfesztivál, 1965, Kesanli Ali története, legjobb rendező
- 2.  Antalyai Nemzetközi Arany Narancs Filmfesztivál, 1965, Kesanli Ali története, dobogós helyezés
- 9. Antalyai Nemzetközi Arany Narancs Filmfesztivál, 1972, Zulüm, legjobb rendező
- 13. Antalyai Nemzetközi Arany Narancs Filmfesztivál, 1976, Deli Yusuf, legjobb rendező
- 15. Antalyai Nemzetközi Arany Narancs Filmfesztivál, 1978, A vörös kendős lány, legjobb rendező
- 21. Antalyai Nemzetközi Arany Narancs Filmfesztivál, 1984, Egy korty szerelem, legjobb rendező
- Isztambuli Nemzetközi Filmfesztivál, 1985, Egy korty szerelem, az év legjobb török filmje
- Isztambuli Nemzetközi Filmfesztivál, 1986, A neve Vasfiye, az év legjobb török filmje
- 23. Antalyai Nemzetközi Arany Narancs Filmfesztivál, 1986, Ah! Belinda, legjobb rendező
- 10. Isztambuli Nemzetközi Filmfesztivál, 1991, Honorary Award
- Valenciai Filmfesztivál, 1991, Berdel, Aranypálma a legjobb filmnek
- 6. Adana Altın Koza Filmfesztivál, 1992, Berdel, dobogós helyezés
- 33. Antalyai Nemzetközi Arany Narancs Filmfesztivál, 1996, életműdíj
- 14. Moszkvai Nemzetközi Filmfesztivál, 1985, Mine, Aranydíj-jelölés[4]

### Díszdoktori cím
- 1991 Hacettepei Egyetem

## Külső hivatkozások
- Atıf Yılmaz az IMDb-n
- Sabancı University School of Languages Podcasts - Farewell to a filmmaker: Atıf Yılmaz
- Turkish Daily News - Farewell to Master of the Masters Archiválva 2007. szeptember 30-i dátummal a Wayback Machine-ben

## Fordítás
- Ez a szócikk részben vagy egészben  az   Atıf Yılmaz című angol Wikipédia-szócikk ezen változatának fordításán alapul.  Az eredeti cikk szerkesztőit annak laptörténete sorolja fel. Ez a jelzés csupán a megfogalmazás eredetét és a szerzői jogokat jelzi, nem szolgál a cikkben szereplő információk forrásmegjelöléseként.